# Lac Sentani
Le lac Sentani est un lac tropical de Papua dans la partie indonésienne de la Nouvelle-Guinée. Le lac se situe à 20 km de la capitale provinciale Jayapura. Sur ses rives, au nord-ouest, se trouve le site mégalithique de Doyo Lama.